# Isabelle Haak
Isabelle Haak (Lund, 11 luglio 1999) è una pallavolista svedese, opposto dell'Imoco.

## Biografia
Francese da parte di padre, morto quando lei aveva 9 anni, è la sorella minore della pallavolista Anna Haak, sua compagna di squadra ai tempi dell'Engelholms e poi in nazionale.
Nell'adolescenza affianca alla pratica della pallavolo quella del beach volley, disciplina nella quale nel 2015 raggiunge il quarto posto al campionato europeo Under-19 in coppia con Fanny Åhman.

## Carriera

### Club
Cresce nella formazione svedese dell'Engelholms esordendo tredicenne in Elitserien nella stagione 2012-13; dopo un paio di campionati da riserva, nell'annata 2014-15 entra stabilmente nel sestetto base conquistando a fine stagione il titolo nazionale e i premi individuali come giocatrice dell'anno e miglior esordiente e bissando sia la vittoria del campionato che quella di miglior giocatrice anche nella stagione seguente.
Nell'annata 2016-17 passa alla formazione francese di Ligue A del Béziers dove, pur non conquistando alcun titolo in campo nazionale, viene nominata MVP e miglior opposto del torneo; nella stagione seguente si trasferisce in Italia dove disputa due campionati di Serie A1 con la maglia della Savino Del Bene.
A partire dall'annata 2019-20 è invece impegnata nel campionato turco di Sultanlar Ligi, ingaggiata dal VakıfBank; con la formazione di Istanbul conquista due scudetti, due Coppe di Turchia, la Supercoppa nazionale 2021, il Campionato mondiale per club 2021 e la CEV Champions League 2021-22. Dopo tre stagioni in giallonero, per l'annata 2022-23 fa ritorno nel massimo campionato italiano, indossando stavolta la maglia dell'Imoco, conquistando tre Supercoppe italiane, due campionati mondiali per club, dov'è premiata in entrambi i casi come miglior opposto e miglior giocatrice, tre Coppe Italia, anche in questo caso ottiene il riconoscimento come miglior giocatrice nell'edizione 2022-23 e 2024-25, tre scudetti, premiata come miglior giocatrice del torneo 2023-24 e due Champions League, ancora una volta riconosciuta, in entrambe le occasioni, MVP.

### Nazionale
Con la nazionale Under-19 svedese si aggiudica il campionato NEVZA di categoria nel 2014 e nel 2015, conquistando inoltre in entrambe le occasioni il premio come Most Valuable Player.
Il 10 maggio 2014 fa il suo esordio in nazionale maggiore in una partita di qualificazione al campionato europeo 2015 contro la Lettonia; con i suoi 15 anni non ancora compiuti è la più giovane pallavolista svedese di sempre ad indossare la maglia della selezione maggiore.
Con la propria nazionale si aggiudica l'edizione 2018 e 2022 dell'European Silver League, mentre nel 2023 vince l'argento all'European Golden League e alla Volleyball Challenger Cup. Nel 2024 mette al collo l'oro all'European Golden League, premiata come MVP.

## Palmarès

### Club
- Campionato svedese: 2

2014-15, 2015-16
- Campionato turco: 2

2020-21, 2021-22
- Campionato italiano: 3

2022-23, 2023-24, 2024-25
- Coppa di Turchia: 2

2020-21, 2021-22
- Coppa Italia: 3

2022-23, 2023-24, 2024-25
- Supercoppa turca: 1

2021
- Supercoppa italiana: 3

2022, 2023, 2024
- Campionato mondiale per club: 3

2021, 2022, 2024
- Champions League: 3

2021-22, 2023-24, 2024-25

### Nazionale (competizioni minori)
- Campionato NEVZA Under-19 2014
- Campionato NEVZA Under-19 2015
- European Silver League 2018
- European Silver League 2022
- European Golden League 2023
- Volleyball Challenger Cup 2023
- European Golden League 2024

### Premi individuali
- 2014 - NEVZA Under-19 Volleyball Championship: MVP
- 2014 - NEVZA Under-19 Volleyball Championship: Miglior opposto
- 2015 - Elitserien: Miglior giocatrice
- 2015 - Elitserien: Miglior esordiente
- 2015 - NEVZA Under-19 Volleyball Championship: MVP
- 2015 - NEVZA Under-19 Volleyball Championship: Miglior schiacciatrice
- 2016 - Elitserien: Miglior giocatrice
- 2017 - Ligue A: MVP
- 2017 - Ligue A: Miglior opposto
- 2018 - European Silver League: MVP
- 2018 - European Silver League: Miglior opposto
- 2019 - Campionato mondiale per club: Miglior opposto
- 2021 - Sultanlar Ligi: MVP
- 2021 - Campionato mondiale per club: MVP
- 2021 - Campionato mondiale per club: Miglior opposto
- 2022 - Sultanlar Ligi: Miglior opposto
- 2022 - CEV: Miglior giocatrice dell'anno
- 2022 - Campionato mondiale per club: MVP
- 2022 - Campionato mondiale per club: Miglior opposto
- 2023 - Coppa Italia: MVP
- 2024 - Serie A1: MVP
- 2024 - Champions League: MVP
- 2024 - European Golden League: MVP
- 2024 - Campionato mondiale per club: MVP
- 2024 - Campionato mondiale per club: Miglior opposto
- 2025 - Coppa Italia: MVP
- 2025 - Champions League: MVP